# Samuel Honrubia

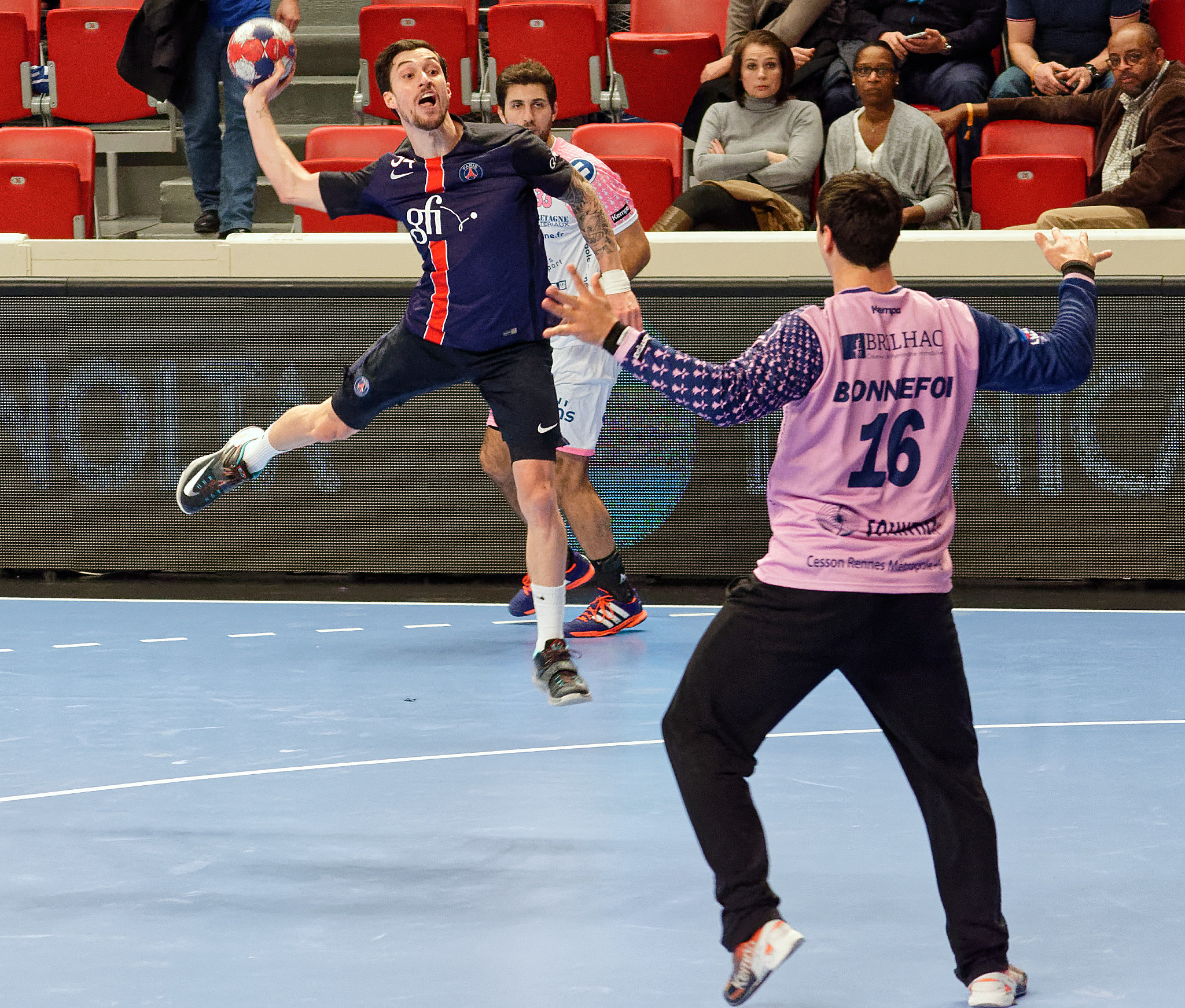
Samuel Honrubia au tir sous le maillot du PSG face à Kévin Bonnefoi (Cesson), le 2 décembre 2015.

Samuel Honrubia, né le 5 juillet 1986, à Béziers, est un handballeur français évoluant au poste d'ailier gauche. Avec le Montpellier Handball, où il est devenu professionnel en 2004, puis le Paris Saint-Germain, il s'est forgé l'un des plus beaux palmarès nationaux avec pas moins de dix Championnats de France, huit Coupes de France et sept Coupes de la Ligue.
Avec l'Équipe de France, il a remporté au moins une fois chacune des trois compétitions majeures : il est champion olympique en 2012, champion du monde en 2011 et en 2015 et champion d'Europe en 2014.

## Biographie
Né à Béziers le 5 juillet 1986 de parents d'origine espagnole, il est le quatrième enfant d'une famille de 5 enfants. Samuel a passé son enfance à Pézenas, dans l'Hérault, et fait ses premières armes au Racing Club Montagnac. Il rentre à l'âge de 15 ans au CREPS de Montpellier pour faire ses études, ainsi que ses premières saisons avec le Montpellier Handball. Après 5 ans au centre de formation il signe son premier contrat professionnel en 2004 avec Montpellier.
Il a été élu meilleur ailier gauche du championnat de France 2007/2008 après une superbe année sous les couleurs du MAHB ponctuée d'un premier triplé dans sa jeune carrière. Il remporte, lors de la saison, le titre de champion de France, sa deuxième coupe de la ligue et sa première coupe de France .
Sélectionné par Claude Onesta pour la première fois en Équipe de France le 21 juin 2009 face à la Lettonie, il devra attendre le Championnat du monde 2011 pour participer à une compétition majeure qui se solde par un titre de champion du monde. Ce premier est confirmé l'année suivante par le titre olympique 2012 à Londres. Dix-huit mois plus tard, il devient champion d'Europe 2014 et entre dans le cercle très fermé des handballeurs ayant remporté les trois compétitions internationales.
En perpétuelle concurrence à son poste avec Michaël Guigou aussi bien à Montpellier qu'en équipe de France, il signe en juin 2012 un contrat de 3 ans avec le club du Paris Saint-Germain Handball, club où il obtient son huitième titre de Champion de France. Si, pour sa deuxième saison dans la capitale, le club nourrit de fortes ambitions, notamment sur le plan européen, Honrubia et ses coéquipiers rencontrent de nombreuses difficultés tout au long de la saison et doivent attendre son dernier match de l'année pour remporter un trophée, la Coupe de France.
Le 10 juillet 2015, il est reconnu coupable d'escroquerie par le tribunal de Montpellier dans l'affaire des paris truqués liés au match de mai 2012 entre Cesson et Montpellier.
Après avoir suivi des tribunes le titre de champion du monde 2015 au Qatar, il a un nouveau temps de jeu très réduit à l’occasion de l'Euro 2016 en Pologne, engendrant une certaine frustration. En fin de contrat avec le PSG à l’été 2016, la signature d’Uwe Gensheimer et la prolongation de Jeffrey M'Tima ne lui offre aucune perspective d’avenir au sein de club parisien. Désirant de plus rester à Paris pour ses études de kiné et celles de sa femme en podologie, il envisage un temps d’arrêter sa carrière à seulement 29 ans.
Finalement, il annonce en mars 2016 sa signature au Tremblay-en-France Handball, bien que le club risquait alors d'être relégué en deuxième division la saison suivante. Évoluant effectivement en Division 2, il joue alors un rôle décisif dans le titre de champion de France de D2 2016-2017 remporté par le club tremblaysien.
En juin 2017, il effectue son retour chez les Bleus pour jouer les deux derniers matchs de qualification pour le Championnat d'Europe 2018 mais n'apparait ensuite pas dans la liste élargie des 28 joueurs pour ce même Euro 2018.
En 2019, il n'est pas conservé par Tremblay malgré une solide saison (72 buts à 77,42 % de réussite) et, en l'absence d'offre concrète, songe à mettre un terme à sa carrière à 33 ans après 10 titres de champion de France. Souhaitant privilégier sa reconversion professionnelle sur Paris, il prend une licence avec l'équipe 2 de l'US Ivry qui évolue en Nationale 1 pour se maintenir en forme et continuer à jouer au handball.
En décembre 2019, Honrubia s'engage finalement pour une saison et demie avec le Pays d'Aix UC, à compter du mois de janvier 2020. En 2021, il signe à 34 ans un contrat de deux ans au Istres Provence Handball tout en affirmant vouloir continuer jusqu'à 40 ans.

## Palmarès

### En clubs
- Vainqueur du Championnat de France (10) : 2005, 2006, 2008, 2009, 2010, 2011, 2012 (avec Montpellier Handball), 2013, 2015, 2016 (avec Paris SG)
- Vainqueur de la Coupe de France (8) : 2005, 2006, 2008, 2009, 2010, 2012 (avec Montpellier Handball), 2014, 2015 (avec Paris Saint-Germain)
- Vainqueur de la Coupe de la Ligue (7) : 2005, 2006, 2007, 2008, 2010, 2011,  2012 (avec Montpellier Handball)
- Vainqueur du Trophée des Champions (4) : 2010, 2011 (avec Montpellier Handball), 2014, 2015 (avec Paris Saint-Germain)
- Vainqueur du Championnat de France de D2 (1) : 2017

### Équipe nationale
Jeux olympiques
- Médaillé d'or aux Jeux olympiques de 2012 de Londres  Royaume-Uni

Championnats du monde
- Médaillé d'or au Championnat du monde 2011 en  Suède
- 6e place au Championnat du monde 2013 en  Espagne
- Médaillé d'or au Championnat du monde 2015 au  Qatar

Championnats d'Europe
- 11e place au Championnat d'Europe 2012 en  Serbie
- Médaille d'or au Championnat d'Europe 2014 au  Danemark

Sélections
- 1re sélection en Équipe de France le 21 juin 2009 contre la  Lettonie (Qualification Euro 2010)[1]
- 87 sélections et 194 buts marqués (au 30 avril 2017)

### Distinctions individuelles
- Élu meilleur ailier gauche du championnat de France en Saison 2007-2008[15]

## Galerie

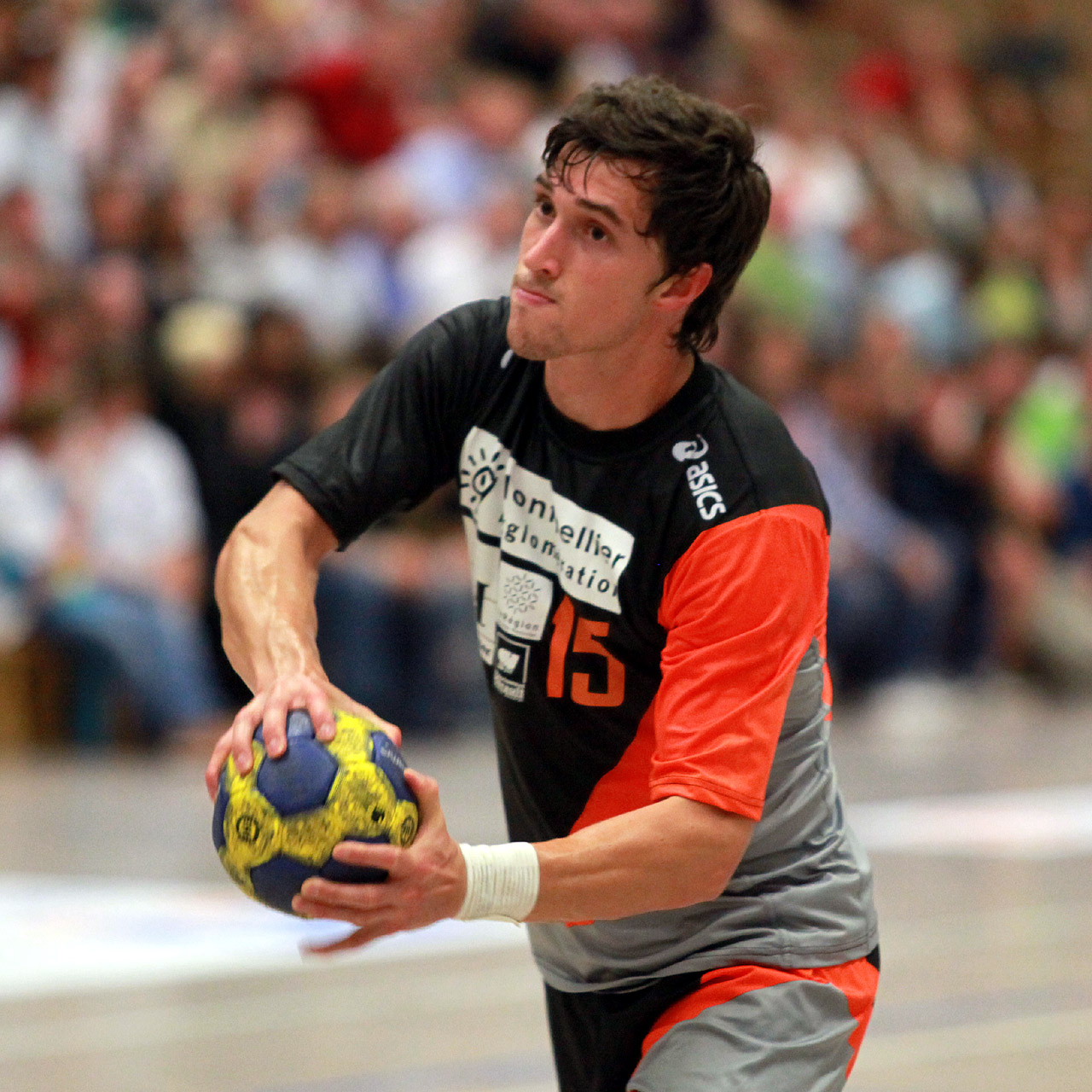
Avec Montpellier en 2010.
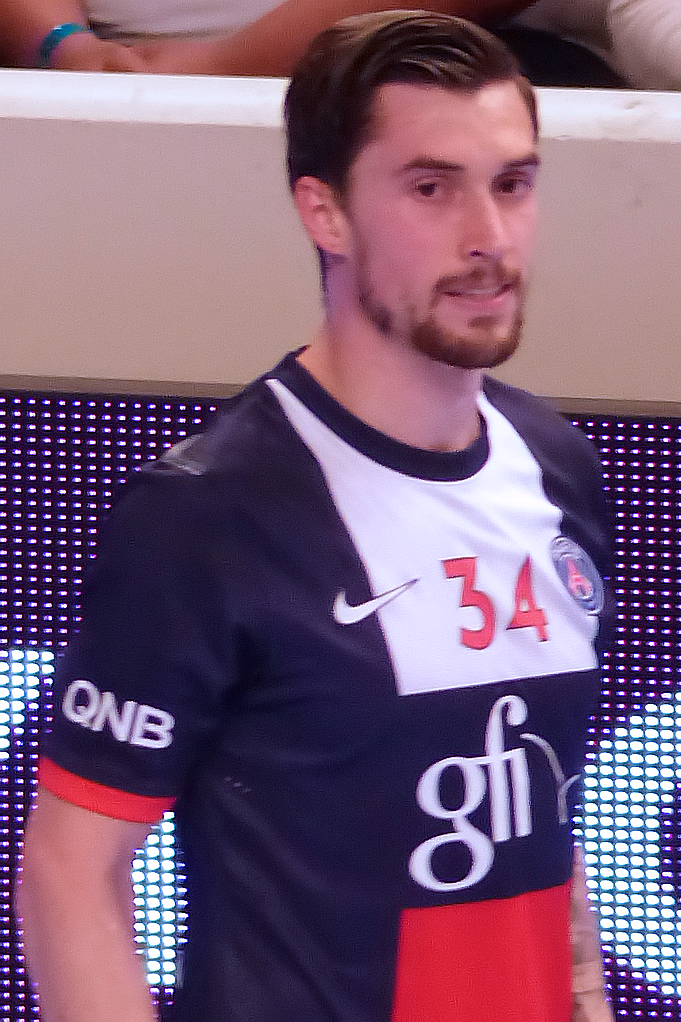
Avec le PSG en 2014.
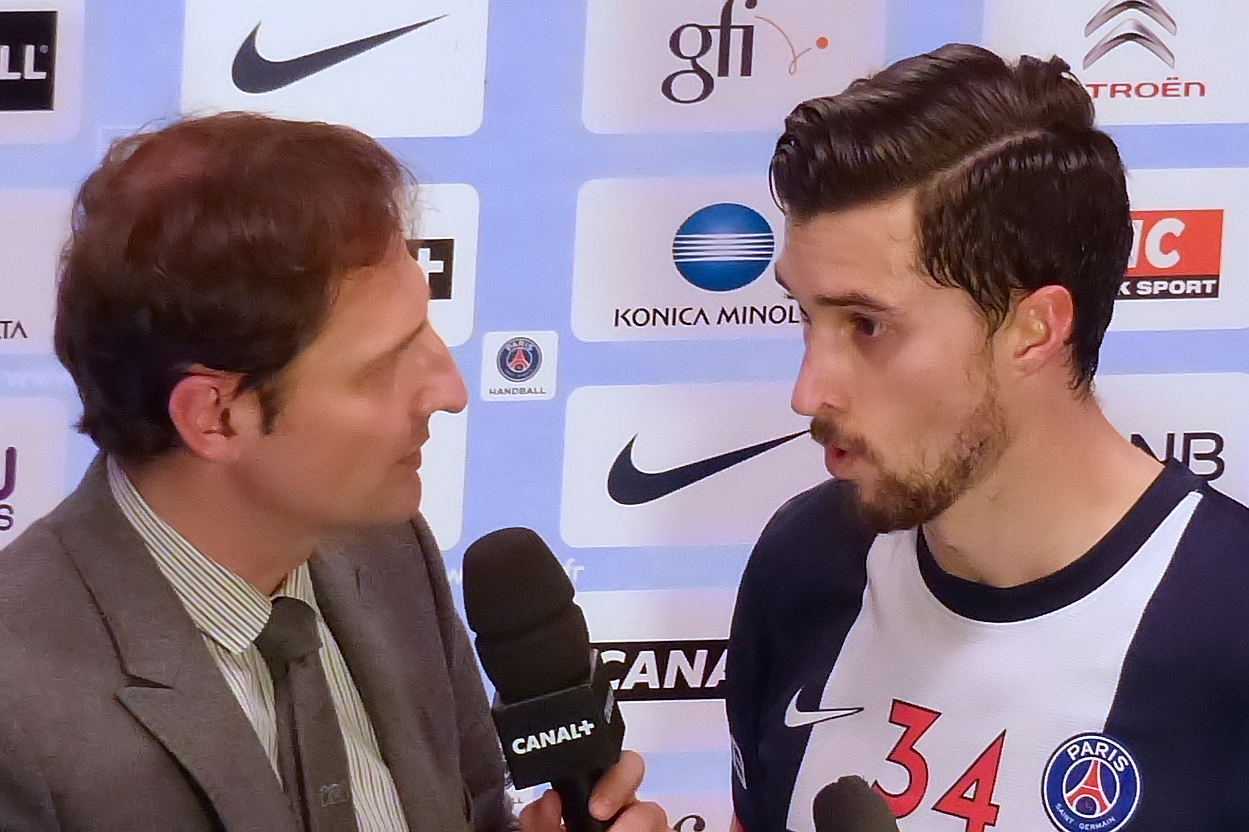
Interviewé par Frédéric Brindelle en 2014.
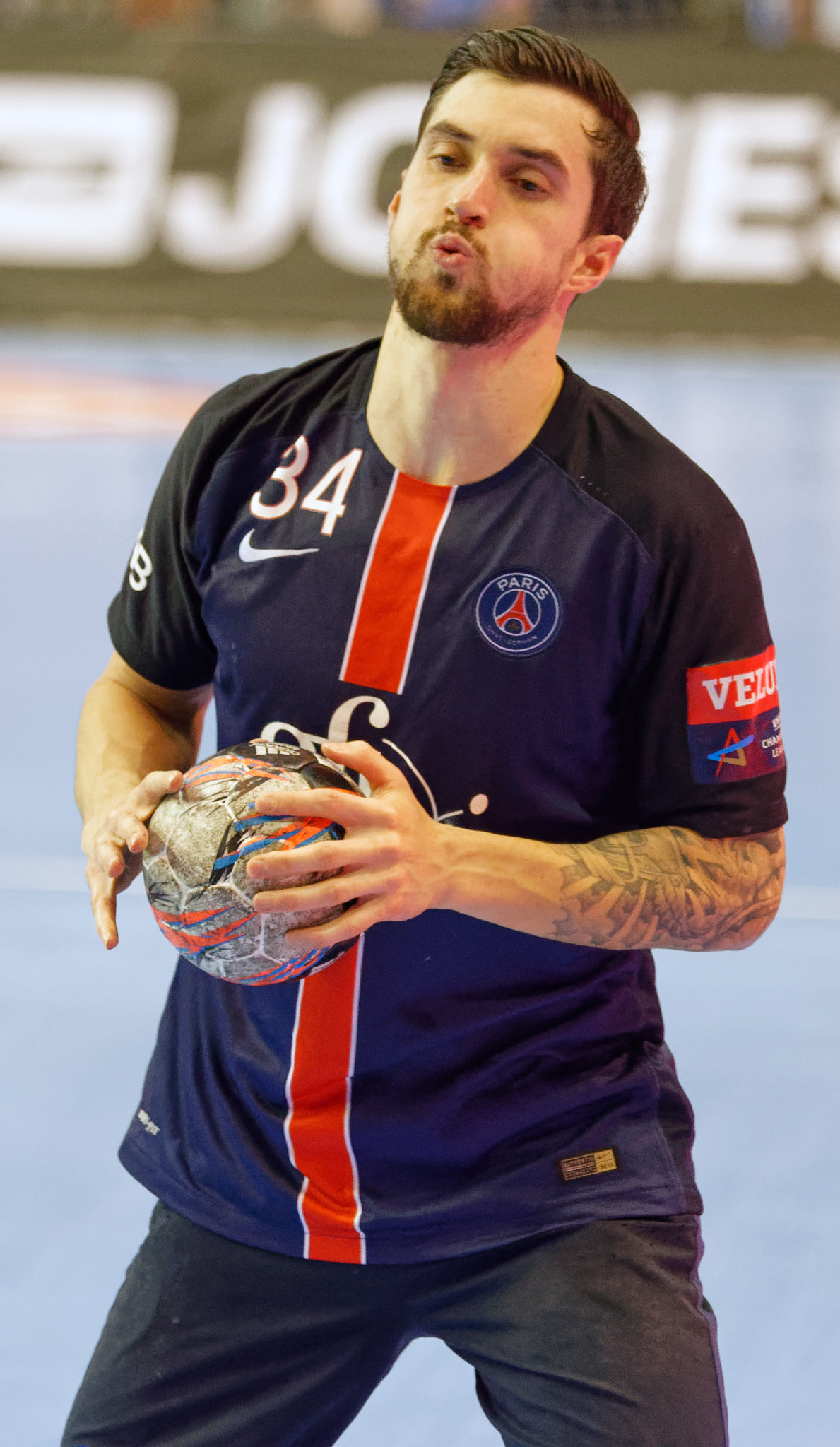
Avec le PSG en 2015.
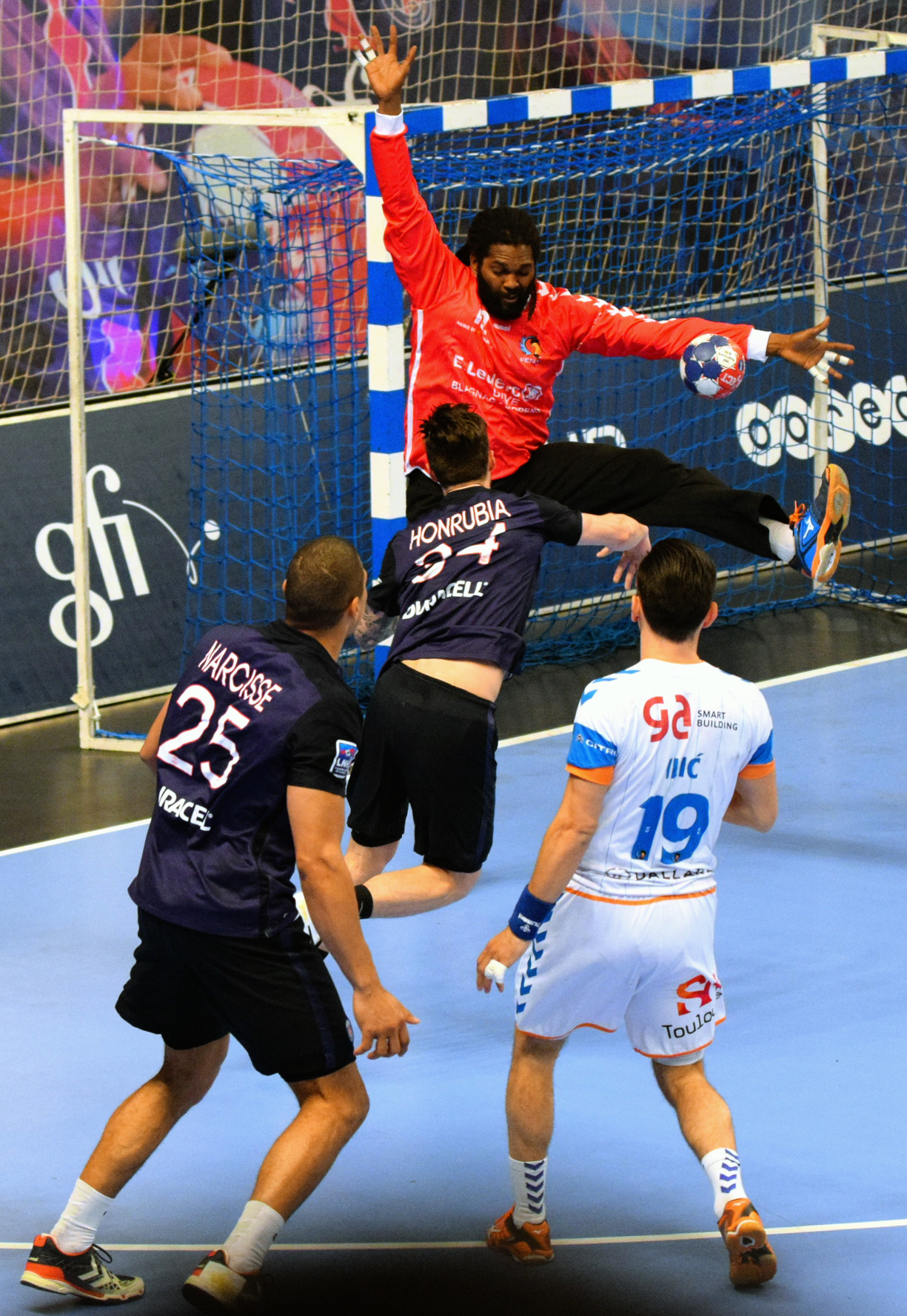
Au tir face à Pardin en 2016.
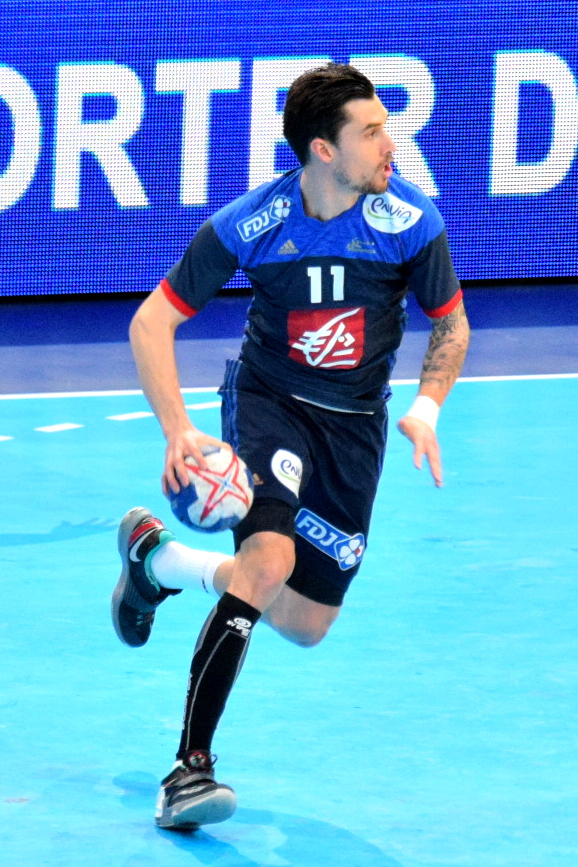
En équipe de France en 2016.